# Tisdag

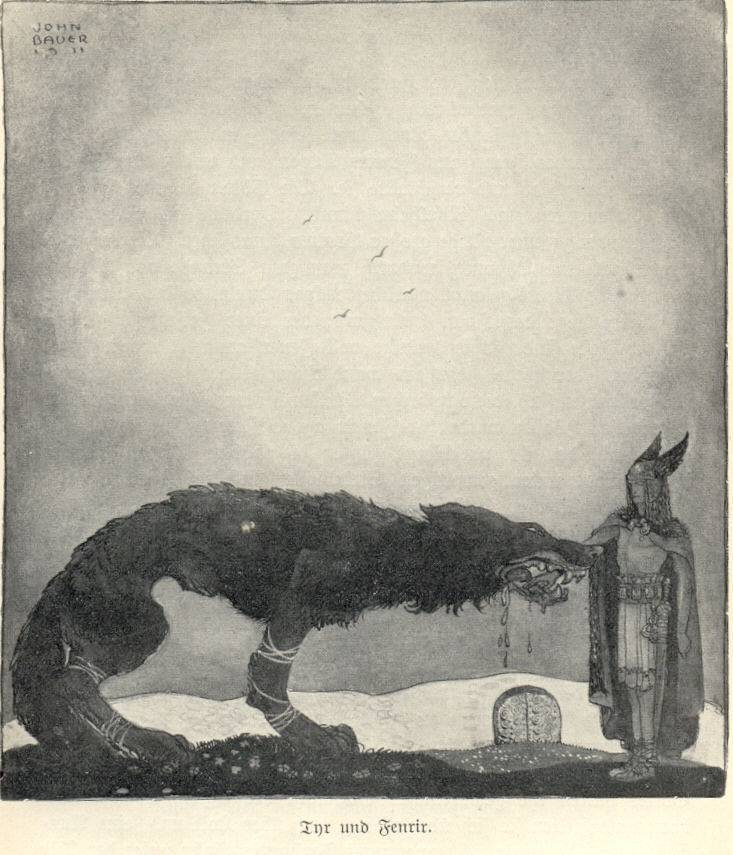
Guden Tyr har namngett tisdagen. Här målad av John Bauer 1911.

Tisdag är en veckodag som kommer efter måndag och före onsdag. Enligt den gamla definitionen är tisdagen veckans tredje dag, men sedan internationell standard infördes 1973 räknas tisdagen som veckans andra dag.

## Tisdagen i mytologin
I Norden är tisdagen uppkallad efter den fornnordiska guden Tyr, på fornsvenska kallad Ti. På latin heter tisdag dies Martis vilket betyder Mars dag. Tyr identifieras ofta med den romerska krigsguden Mars. I Europa under medeltiden ansågs tisdagen som en lämplig dag att inleda krig på, då detta var krigsgudens dag. Även svärdssmide och andra krigsförberedande aktiviteter utfördes vanligtvis på tisdagar. 

## Tisdagen i kulturen

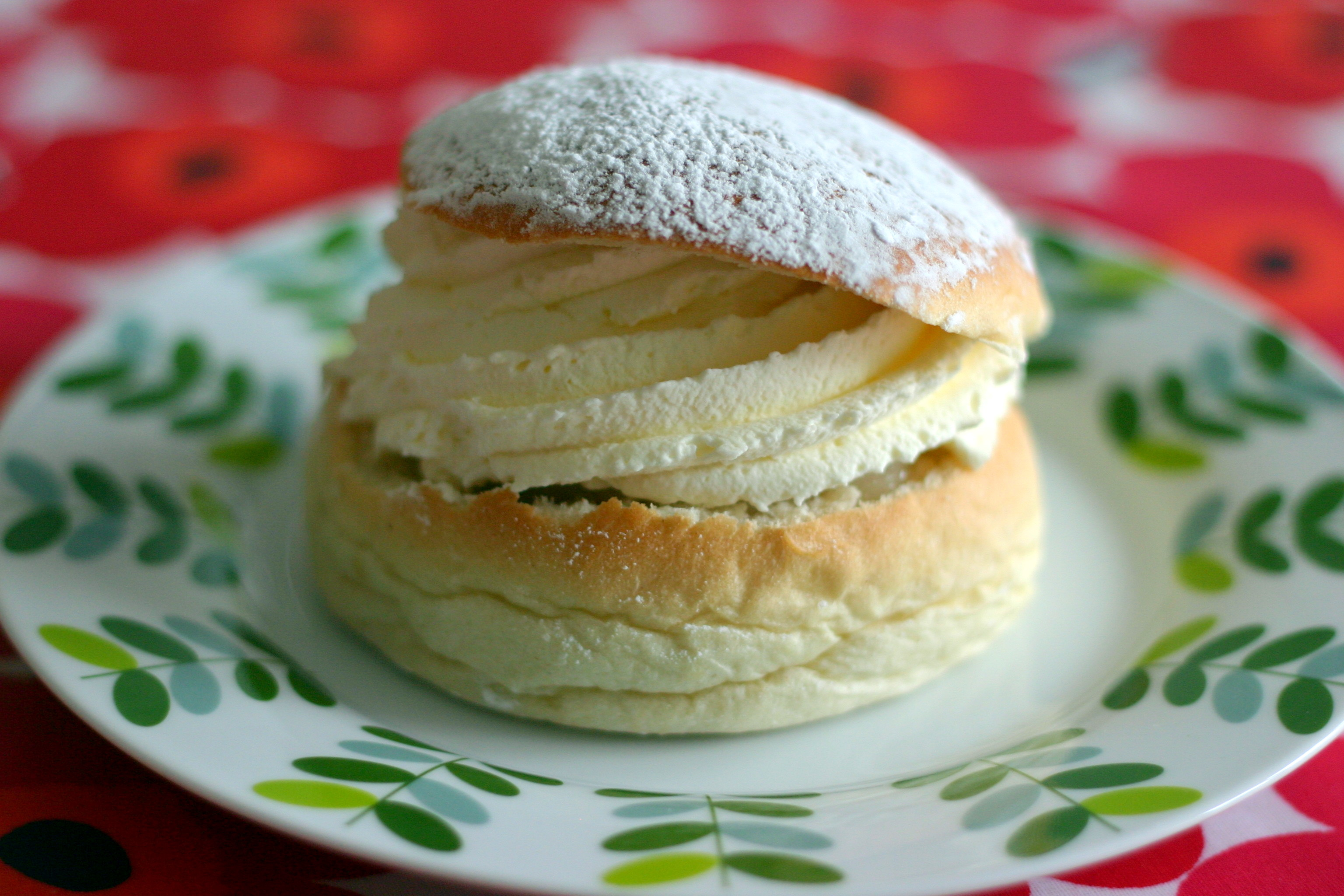
Fettisdagsbulle, fastlagsbulle eller semla äts traditionellt på en tisdag i vissa länder.

- I USA används dagen ofta för politiska val, till exempel supertisdag, presidentval och kongressval ("mellanårsval").
- Fettisdagen, tisdagen efter fastlagssöndagen, dag då semlor traditionellt äts i vissa länder.
- Vita tisdagen kallas tisdagen i Stilla veckan, på grund av att detta var den sista dagen i fastlagen och den sista dagen som man fick förtära vitt mjöl och ägg före fastan. I Skåne även pannkaketisdagen, då det förr i tiden gjordes pannkakor till allt husfolk. [1]
- Tisdagsklubben var en hemlig antinazistisk sammanslutning som grundades 1940 av författaren Amelie Posse. Klubben skulle verka förberedande för en svensk motståndsrörelse. Under andra världskriget deltog journalister och författare i klubben som en protest mot den dåvarande samlingsregeringen. I Tisdagsklubben deltog bland andra Vilhelm Moberg, Pär Lagerkvist, Marika Stiernstedt och Gustaf Stridsberg. [2]
- Tisdagarna med Morrie är namnet på Mitch Alboms kritikerrosade självbiografi från 1997.
- I Sverige var tisdag en soppdag då man kunde äta tisdagssoppa, som är en sluring.